# Mos Def
Ясин Бей (англ. Yasiin Bey, при рождении Данте Террел Смит — англ. Dante Terrell Smith; 11 декабря 1973, Нью-Йорк, США) — американский актёр и музыкант-рэпер, более известный под сценическим псевдонимом Mos Def (рус. Мос Деф).

## Карьера
Свою карьеру рэпера Мос Деф начал в группе Urban Thermo Dynamics, записав альбомы вместе с Da Bush Babees и De La Soul. Вместе с Талибом Квели он основал сценический дуэт Black Star и выпустил одноимённый альбом в 1998 году. В конце 1990-х годов он был одним из ведущих музыкантов андеграундного хип-хопа (по рейтингу Rawkus Records). Как сольный исполнитель записал альбомы Black on Both Sides в 1999 году, The New Danger в 2004, True Magic в 2006 и The Ecstatic в 2009.
Хотя первоначальное своё признание он получил за музыкальную деятельность, с начала 2000-х годов его экранные работы сделали его одним из немногих рэперов, которые получили положительные отзывы критиков за свои актёрские работы. Например, в 2004 году он снялся в фильмах «Творение Господне» и «Дровосек», в 2005 году — в «Автостопом по галактике», в 2006 снялся в главной роли в фильме «16 кварталов», в 2008 — «Перемотка». Снялся в роли брата Сэма в шестом сезоне сериала «Декстер» (2011). Мос Деф также принимал активное участие в различных политических и социальных кампаниях.

## Личная жизнь
Мос Деф является новообращённым мусульманином. Хотя его отец был сначала членом организации «Нация ислама», а затем активным членом сообщества имама Варита Дин Мохаммеда, Мос Деф не испытал влияния ислама до 13 лет. В 19 лет принял символ декларации мусульманской веры — шахаду. Он дружит с другими мусульманскими рэперами, в том числе с Али Шахидом Мухаммадом и Q-Tip.
Женился на Марии Йепес в 1996 году. Подал на развод с Йепес в 2006 году. Бывшая пара попала в заголовки газет, когда Йепес подала в суд из-за нарушения обязательств по алиментам. У артиста шестеро детей от четырёх женщин.
Его мать Шерон Смит, известная по прозвищу «Уми», активно участвовала в жизни сына, управляя частью его карьеры. Она также является мотивационным спикером и автором книги «Сияй своим светом: рабочая тетрадь по жизненным навыкам», в которой подробно рассказала о своем опыте матери-одиночки.

## Дискография

### Альбомы
- Black On Both Sides (1999)
- The New Danger (2004)
- True Magic (2006)
- The Ecstatic (2009)
- Yasiin Bey Presents (TBA)

### Совместные
- Mos Def & Talib Kweli are Black Star (1998) (совместно с Талибом Квали)
- OMFGOD (2013) (совместно с Mannie Fresh)
- TBA (2014) (совместно с Мэдлибом)